# چارلز وست
چارلز وست (انگلیسی: Charles M. Vest; ۹ سپتامبر ۱۹۴۱ – ۱۲ دسامبر ۲۰۱۳) سیاست‌مدار اهل ایالات متحده آمریکا بود.
وی پیش از سوزان هاکفیلد رئیس مؤسسه فناوری ماساچوست بود.
وی همچنین برندهٔ جوایزی همچون مدال ملی فناوری و نوآوری شده‌است.